# Конкордија (Канзас)
Конкордија (енгл. Concordia) град је у америчкој савезној држави Канзас.

## Демографија
По попису из 2010. године број становника је 5.395, што је 319 (-5,6%) становника мање него 2000. године.
| Група             | 2000.         | 2010.         |
| Белци             | 5.571 (97,5%) | 5.017 (93,0%) |
| Афроамериканци    | 33 (0,6%)     | 45 (0,8%)     |
| Азијати           | 22 (0,4%)     | 9 (0,2%)      |
| Хиспаноамериканци | 42 (0,7%)     | 231 (4,3%)    |
| Укупно            | 5.714         | 5.395         |